# Quemperven
 Quemperven  (en bretón Kemperven) es una población y comuna francesa, situada en la región de Bretaña, departamento de Côtes-d’Armor, en el distrito de Lannion y cantón de La Roche-Derrien.

## Demografía
| 797                       | 738 | 752 | 751 | 875 | 889 | 909 | 944 | 950 | 966 | 968 | 941 | 901 | 885 | 817 | 803 | 765 | 733 | 687 | 715 | 665 | 556 | 560 | 530 | 533 | 471 | 434 | 394 | 407 | 324 | 340 | 350 | 357 | 366 | 383 |
| (Fuente: INSEE y Cassini) |     |     |     |     |     |     |     |     |     |     |     |     |     |     |     |     |     |     |     |     |     |     |     |     |     |     |     |     |     |     |     |     |     |     |